# Député français
En France, un député est un élu qui siège à la chambre basse du Parlement, actuellement l'Assemblée nationale et anciennement l'Assemblée législative et la Chambre des députés. Depuis 1988, son élection — ainsi que celle de son remplaçant éventuel — se fait au suffrage universel direct dans le cadre des élections législatives via un mode de scrutin uninominal majoritaire à deux tours, dans 577 circonscriptions : 541 en métropole, 25 en outre-mer et 11 pour les Français résidant à l'étranger. Il y a un seul député par circonscription, plus son suppléant.
Jusqu'en 1979, date des premières élections européennes au suffrage universel direct du Parlement européen, les députés européens étaient des députés nationaux envoyés pour siéger au Parlement européen pendant les sessions de la législature ; ils avaient donc un double mandat. Désormais, le cumul des deux fonctions n'est plus possible.
Chaque député, bien qu'élu dans un cadre géographique déterminé, est un représentant de la nation tout entière. Ainsi, à l'Assemblée nationale et dans sa circonscription, chaque député agit et parle au nom de l'intérêt général et non pas au nom d'un parti politique, d'un groupe d'intérêt ou d'une région et il n'a pas de mandat impératif. La représentation des collectivités territoriales au niveau parlementaire est assurée par l'autre chambre du parlement (dite chambre haute), le Sénat, où siègent les sénateurs.
Son travail s'exerce à la fois à l'Assemblée et dans sa circonscription. Dans sa circonscription, le député est à l'écoute de ses concitoyens qu'il peut recevoir et également visiter. Néanmoins, les députés ne sont pas les porte-parole de leurs électeurs : ils se déterminent par rapport à leur vision de l'« intérêt général ».

## Histoire
L'origine de la fonction de député remonte à l'Ancien Régime, avec l'institution des assemblées d'états généraux par Philippe le Bel en 1302. De telles assemblées étaient l'incarnation suprême du principe de « gouvernement par conseil » du Roi.
Assemblés par ordre (noblesse, clergé, tiers état), les députés étaient élus dans les bailliages et sénéchaussées du royaume et portaient dans des cahiers les doléances des habitants de ces circonscriptions (sorte de référendum par députation). Ils avaient donc un mandat impératif, raison pour laquelle on parlait de députés, et non de représentants.
Au début de la Révolution française, au sein des États généraux convoqués par Louis XVI, une majorité de députés outrepassent radicalement cet ordre politique par deux décisions majeures qui bouleversent les principes jusqu'alors en place :
- Ils transforment leur mandat impératif en mandat représentatif (naissance du gouvernement représentatif et abandon du système de doléances) ;
- Ils s'autoproclament « représentants de la nation assemblée » (d'où la notion d'Assemblée nationale), et non plus de leur seule circonscription.

À noter que, malgré l'abandon du mandat impératif d'Ancien Régime, le terme traditionnel de député a improprement été conservé par le système représentatif, alors que le terme de représentant (comme aux États-Unis) lui serait plus approprié.

## Privilèges et immunités
En application de l'article 26 de la Constitution, le député, comme le sénateur, bénéficie d’un régime d’immunité parlementaire, qui peut être levée par le bureau de l'Assemblée nationale.

## Incompatibilité
Les incompatibilités prévues pour les députés français sont de plusieurs ordres : l'article LO 142, du code électoral, a une clause générale qui interdit l'exercice des fonctions publiques non électives parlementaire ; il est une formulation appuyée sur une « jurisprudence administrative sur la notion de « service public » qui permet à peu la rigueur de l'interprète ».

## Origine sociale
Alors que les employés et les ouvriers représentent la moitié de la population active, seuls 2 % des députés proviennent de leurs rangs en 2022. À l’inverse, les cadres et professions intellectuelles supérieures représentent 82 % des députés. Pour l'Observatoire des inégalités, cet écart s’expliquerait par la nécessité de disposer d'un réseau de relations afin de gagner l'investiture d'un parti, mais aussi en raison du risque pour les salariés du secteur privé de ne pas retrouver leur emploi initial si leur mandat électoral n'était pas renouvelé. La proportion d'ouvriers et d'employés élus à l'Assemblée nationale avait atteint son sommet historique en 1946 avec l'importance que représentait le Parti communiste français ; cette proportion a constamment décliné depuis.

## Indemnités et prérogatives
Le député jouit de moyens matériels et financiers attachés à sa fonction : l'indemnité totale brute mensuelle s'élève à 7 637,39 € (indemnité de base de 5 931,95 €, indemnité de résidence de 177,96 € et indemnité de fonction de 177,96 €), soit une indemnité nette mensuelle de 5 953,34 €. Enfin, le député perçoit une dotation matérielle (remboursement sur facture, frais de taxis, affranchissement du courrier ou abonnements téléphoniques) 1 579 euros/mois, un crédit d'équipement (informatique et téléphonique) de 15 500 euros par législature (5 ans) pour les nouveaux élus et 13 000 euros par législature pour une réélection. De plus, la somme de 37 160 euros est versée chaque année à son parti politique.
L'indemnité parlementaire correspond à la moyenne des salaires des fonctionnaires catégorie hors-échelle. Peuvent arriver aux rémunérations hors échelle en cours de carrière : les professeurs agrégés, les enseignants-chercheurs, les ingénieurs des grands corps techniques, les anciens de l'ENA. Certains fonctionnaires arrivent aux catégories hors-échelle du fait des fonctions occupées « sous- directeurs, chefs de service et directeurs d’administration centrale, chefs de services déconcentrés ».
Un député dispose également d’un bureau personnel, dont quelques-uns se trouvent encore dans l'enceinte du palais Bourbon mais la plupart sont situés au no 101, rue de l'Université, dans un édifice qui a été nommé immeuble Jacques Chaban-Delmas le 8 février 2001 ainsi que dans un immeuble situé au 3, rue Aristide-Briand, en face du Palais Bourbon. L'immeuble situé au no 233, boulevard Saint-Germain, acquis en 1983, n'abrite plus de députés, mais différents services de l'Assemblée ainsi que certains collaborateurs des groupes politiques. Le député bénéficie aussi de divers avantages en matière de transports, comme la gratuité des trajets SNCF en 1re classe, et de communications, d'une couverture sociale, d'une caisse vieillesse et d'une assurance chômage spécifiques.
La « réserve parlementaire » est une somme fléchée annuellement par les parlementaires d'un montant de base de 130 000 € sous le contrôle du rapporteur de la commission des Finances. Son montant total est de 90 millions d'euros pour l'Assemblée nationale et 55 millions pour le Sénat en 2006. Le montant par député était jusqu'en 2012 très variable, de quelques milliers d'euros pour les nouveaux membres du Parlement jusqu'à dépasser 1 000 000 euros. L’affectation de cette réserve est à la seule appréciation des parlementaires. Elle est utilisée pour cofinancer des projets de collectivités territoriales ou d'associations,. Cette réserve est cependant supprimée lors de l'adoption de la loi de moralisation et de confiance dans la vie politique, votée à l'été 2017.
Depuis 2011, les parlementaires peuvent consulter le déontologue de l'Assemblée nationale pour éviter les conflits d'intérêts. Ce dernier et le président de l'Assemblée nationale proposent d'encadrer et d'assurer la publicité de l'action des clubs parlementaires qui sont animées par des entreprises de relations publiques. Créée en 2013, la Haute Autorité pour la transparence de la vie publique (HATVP) contrôle les déclarations de patrimoine des élus.
Les élus peuvent prétendre à l’aide de retour à l’emploi, pour laquelle ils cotisent à hauteur de 28 euros mensuels (à titre de comparaison, un employé au SMIC cotise à hauteur de 35 euros par mois). Elle comporte quatre caractéristiques :
- Elle est limitée dans le temps : son versement ne peut excéder trois ans ;
- Elle est dégressive : les six premiers mois, elle correspond à 100 % de l’indemnité parlementaire, soit 5 599,80 € bruts. Par la suite, elle diminue tous les semestres, atteignant 1 119,96 € lors du sixième et dernier semestre ;
- Seuls les députés non réélus et à la recherche d’un emploi peuvent toucher cette allocation. Si l’élu est fonctionnaire ou a déjà retrouvé un travail, il ne peut pas y prétendre. Il en va de même s'il a l'âge pour toucher sa pension de retraite ;
- Elle est différentielle : elle déduit les revenus que peut percevoir l’ancien député (autres mandats, revenus du patrimoine, etc.).

Selon le site officiel de l’Assemblée nationale, le nombre de bénéficiaires de cette allocation a diminué pendant la dernière législature : il est passé de 44 en 2012 à 2 en 2017.

#### Assemblée nationale
- « Le mandat du député », sur Assemblée nationale (consulté le 21 novembre 2012)
- « Le député », sur Assemblée nationale (consulté le 17 octobre 2015)
- « Fiche de synthèse n° 17 : L'indemnité parlementaire et la situation matérielle des députés », sur Assemblée nationale, 14 avril 2014 (consulté le 17 octobre 2015)
- « La réserve parlementaire », sur Assemblée nationale (consulté le 13 octobre 2014)
- « Rôle du déontologue de l'Assemblée nationale », sur Assemblée nationale (consulté le 7 octobre 2015)

#### Autres
- Marion Faure, « La manne cachée du Parlement », L'Express,‎ 9 mars 2006 (lire en ligne)
- Samuel Le Goff, « Les réformes de Bartolone », L'Express,‎ 25 septembre 2012 (lire en ligne, consulté le 9 avril 2013)
- Bruno Botella, « Le président de l’Assemblée cible les clubs parlementaires », Acteurs publics,‎ 7 octobre 2015 (lire en ligne, consulté le 7 octobre 2015)
- « La transparence, une nouvelle exigence démocratique », Haute Autorité pour la transparence de la vie publique (consulté le 7 octobre 2015)
- (it) Giampiero Buonomo, Incompatibilità delle cariche politiche tra Stato, Regioni e diritto comparato, Diritto e giustizia on line, 8 mars 2008
- Julien Boelaert, Sébastien Michon et Étienne Ollion, « Profession : député : Mutation des voies d’accès à la politique », Le Monde diplomatique,‎ juin 2017 (lire en ligne)
- Julien Boelaert, Sébastien Michon et Etienne Ollion, Métier: député. Enquête sur la professionnalisation de la vie politique en France, Paris, Raisons d'Agir, 2017
- Bruno Fuligni, La Chambre ardente. Utopistes et aventuriers du Palais Bourbon, Les Éditions de Paris- Max Chaleil, 2001, 245 p. (ISBN 978-2846210089)
- Magali Guaresi, Parler au féminin. Les professions de foi des député.e.s sous la Cinquième République (1958-2007), Paris, L'Harmattan, coll. Humanités numériques, 2018, 298 p. (lire en ligne ).
- Olivier Rozenberg, Les députés français et l'Europe. Tristes hémicycles ?, Presses de Sciences Po, 2018, 352 p. (ISBN 978-2724622805, lire en ligne)